# Ciocrac, Prahova
Ciocrac este un sat în comuna Drajna din județul Prahova, Muntenia, România.